# Ершов, Владимир Алексеевич
Владимир Алексеевич Ершов (28 мая 1923, Москва — 19 марта 1997, Москва) — советский военный лётчик, участник Великой Отечественной войны, Герой Советского Союза (1946).

## Биография
Владимир Ершов родился 28 мая 1923 года в Москве. Получил среднее образование. В 1940 году был призван на службу в Красную Армию. В 1942 году он окончил Батайскую авиационную школу пилотов имени А. К. Серова. С февраля 1944 года — на фронтах Великой Отечественной войны.
К февралю 1945 года старший лейтенант Владимир Ершов был лётчиком 16-го отдельного дальнеразведывательного авиаполка 16-й воздушной армии 1-го Белорусского фронта. К тому времени он совершил 104 боевых вылета на воздушную разведку и фотографирование вражеских позиций. Сфотографировал 162 аэродрома, 572 железнодорожных эшелона, 197 батарей артиллерии, 12074 пулемёта, 1220 блиндажей.
В 1946 году Ершов был уволен в запас, он жил в Москве, работал на 2-м подшипниковом заводе. 

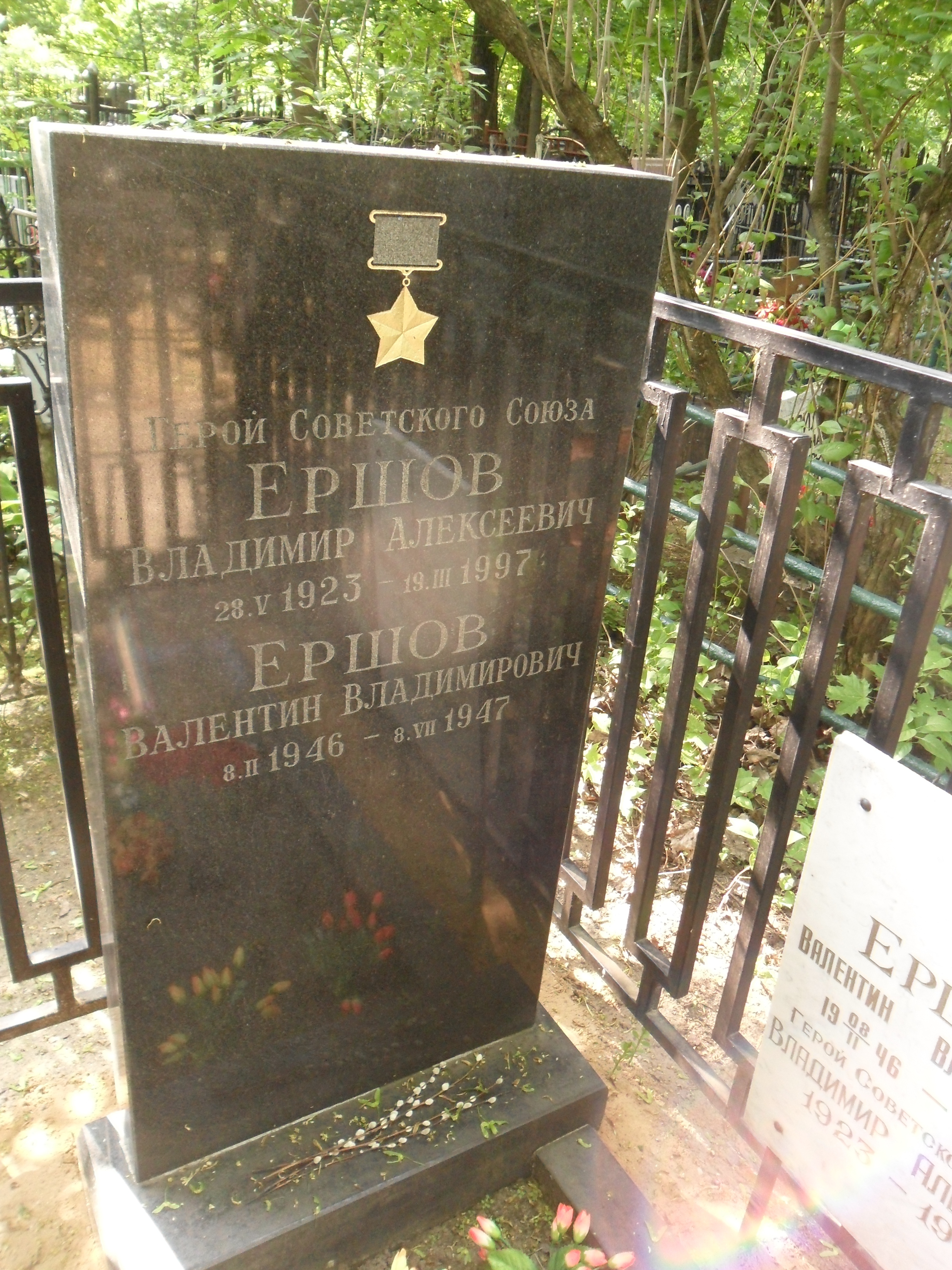
Могила В. А. Ершова на Ваганьковском кладбище

Владимир Алексеевич Ершов умер 19 марта 1997 года, он похоронен на Ваганьковском кладбище Москвы.

## Награды и звания
- Герой Советского Союза — за «образцовое выполнение боевых заданий командования на фронте борьбы с немецкими захватчиками и проявленные при этом мужество и героизм»  (указ Президиума Верховного Совета СССР от 15 мая 1946 года, медаль «Золотая Звезда» за № 7046)[2]
- Орден Ленина[2]
- Два ордена Красного Знамени[2]
- Два ордена Отечественной войны 1-й степени, медали[2]

## Память

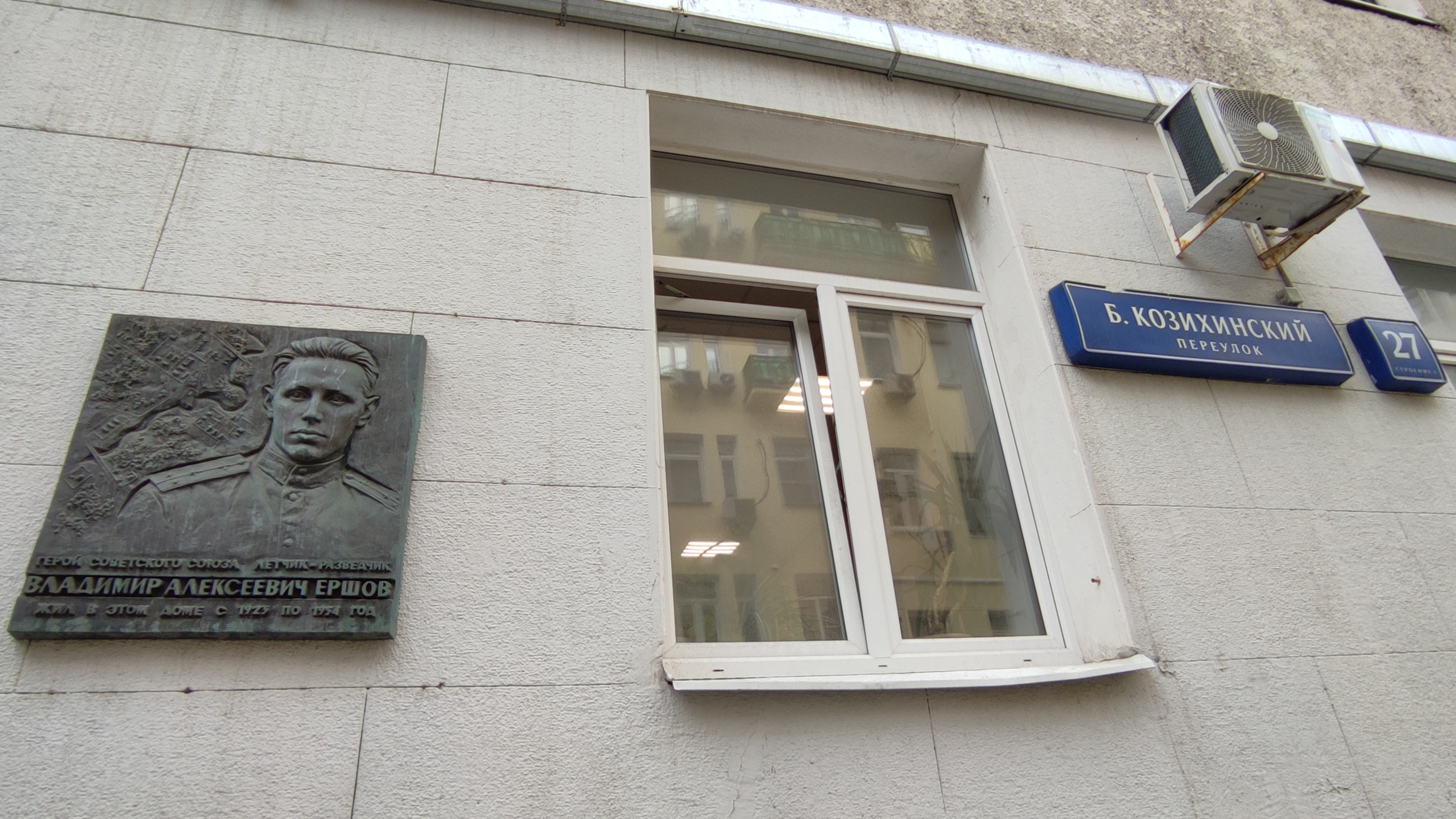
Мемориальная доска в Москве на доме, где жил В. А. Ершов

- На доме № 27 в Большом Козихинском переулке в Москве, где жил Ершов, установлена мемориальная доска.